# Tír na nÓg

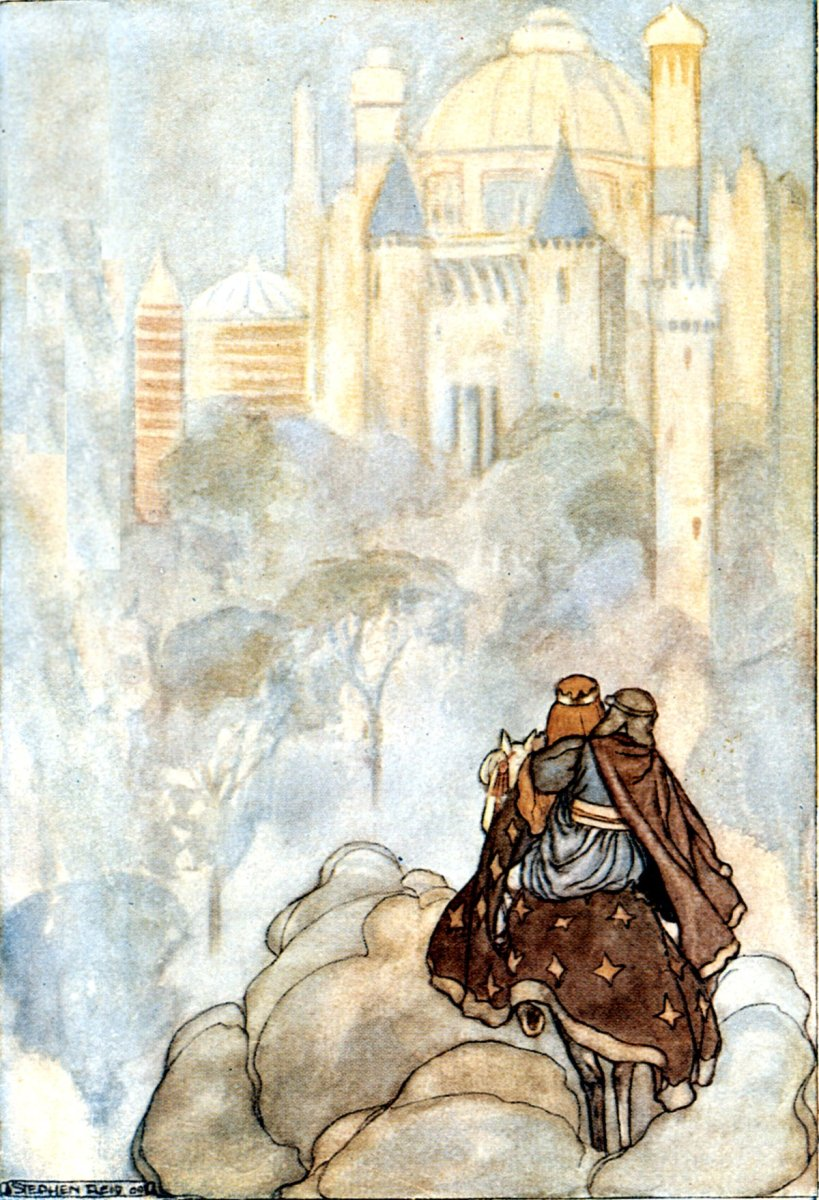
Ossian și Niam pe drumul către Tír na nÓg, o ilustrație de Stephen Reid din lucrarea lui T. W. Rolleston, The High Deeds of Finn (1910)

Tír na nÓg (sau Tír na hÓige - Lumea celor tineri sau Lumea celor veșnic tineri) (irlandeza veche: Tír inna n-Óc) este cea mai populară lume de dincolo din mitologia irlandeză. Este, probabil, cel mai bine cunoscută din povestea lui Oisín, unul dintre puținii muritori care locuiau în acest tărâm, despre care se spunea că a fost adus acolo de Niamh.
Este insula/țara tinereții veșnice - locul în care, potrivit legendei, toți rămân tineri, unde nu există boli, iar clima este întotdeauna potrivită, nu există foame și durere; este locul de reședință al rasei de zei pre-creștini Tuatha Dé Danann. Tradiția orală a localizat-o adesea în Golful Liscannor, comitatul Clare, la sud de Stâncile din Moher; în 1861, Brian O'Looney a constatat că acesta este un oraș situat între Liscannor și Lechinch.
În seria de fantezie populară Cronicile Amberului de Roger Zelazny, Tir-na Nóg'th este un oraș care zboară peste capitală, una dintre reflecții.